# Jeffrén Suárez
Jeffrén Isaac Suárez Bermúdez (Ciudad Bolívar, 1988. január 20. –) korábbi venezuelai válogatott labdarúgó, a thaiföldi Lamphun Warriors játékosa.

## Élete
Jeffrén a venezuelai Ciudad Bolívar városában született, egyéves volt, amikor szülei Spanyolországba, Tenerife városába költöztek.Jeffren korán érő focista volt, 2004-05-ös szezonban felfigyelt rá a FC Barcelona vezetősége, később be is mutatkozott az ificsapatban. Az akkori edző, Guillermo Hoyos a középpályán számolt vele, ám hamar rájött, hogy csatárként jobban megállja a helyét.

## Pályafutása

### Barcelona

#### 2006–07-es szezon
2006. október 25-én mutatkozott be a felnőttcsapatban a Copa del Rey második fordulójában, akkor Javier Saviola helyére állt be a 83. percben.

#### 2007–08-as szezon
Annak ellenére, hogy a nagycsapat tagja volt, Jeffren leginkább a Barcelona B csapatában játszott leginkább, ahol 38 mérkőzésen 6 gólt szerzett, segítve ezzel feljuttatni a csapatát a negyedosztályból a harmadosztályba.

#### 2008–09-es szezon
Jeffren teljesítményével lenyűgözte Pep Guardiolát, az első számú csapat vezetőedzőjét, ezzel a tréner meghívta őt a keretbe, ahol 7 mérkőzésen kapott lehetőséget 2 gólt szerezve. Az elsőt a Fiorentina ellen 2008. június 30-án, ekkor Andrés Iniesta helyére állt be a 36. percben, a 47. percben pedig már be is talált. Másik találatát a New York Red Bulls csapat ellen szerezte augusztus 6-án a 80. percben.

#### 2009–10-es szezon
A szezon kezdete előtt Jeffren lehetőséget kapott néhány barátságos meccsen: az Al-Ahly, a Los Angeles Galaxy, illetve a Seattle Sounders csapata ellen. Ezek után a fiatal spanyol szélső felkeltette néhány európai klub érdeklődését: a Racing de Santander, a Celtic, a Wigan Athletic, az Everton, a Blackburn Rovers, az Arsenal, illetve a Tottenham Hotspur csapata szívesen látta volna a soraiban. 2010. február 10-én a Barcelona csapata bejelentette, hogy Jeffren aláírt még két évre a Barcelona csapatához, egészen 2012 június 30-ig, továbbá azt is, hogy megkapja a 20-as mezszámot, melyet a szezon elején még Dani Alves viselt. Jeffren a szezonban először február 14-én kapott lehetőséget az Atlético Madrid csapata ellen, ahol a 62. percben lecserélték Marc Bartra állt be a helyére. A mérkőzést a Barcelona 2-1-re elveszítette.
Jeffren még lehetőséget kapott a Racing de Santander elleni mérkőzésen, Carles Puyol helyére állt be a 69. percben, a mérkőzésen a Barcelona diadalmaskodott 4-0-ra. A bal szélső továbbra is kapott lehetőséget a klubban, szintén csereként állt be a Mallorca ellen a 76. percben Jonathan dos Santos helyére. Első gólját azonban később, a szezon vége felé szerezte az Athletic Bilbao ellen, ekkor Éric Abidal alacsony keresztlabdáját értékesítette. Később Jeffren betalált a Xerez klubja ellen is, csapata a mérkőzést 3-1-re nyerte meg.
Ezután Jeffren bemutatkozott a Bajnokok Ligájában is az elődöntő mérkőzésén az Internazionale ellen, Sergio Busquets cseréjeként, csapata ekkor nem jutott tovább a döntőbe.

#### 2010–11-es szezon
2010. november 29-én Jeffren egy góllal járult hozzá a Real Madrid elleni történelmi 5–0-s sikerhez.

### Sporting
A 23 éves játékost a nyári átigazolási időszakban, pontosan 2011. augusztus 4-én megvásárolta a portugál bajnokság egyik élcsapata, a Sporting CP 3,7 millió euróért. Jeffrén ötéves  szerződést kötött a zöld-fehérekkel, bár a Barcelona 20%-ban még birtokolta a játékost egy záradék szerint. 2011. augusztus 13-án játszotta első találkozóját az SC Olhanense elleni hazai 1–1-es döntetlen során. Első szezonjának elején sokszor volt sérült és fizikai problémákkal is küzdött.
2012. március 11-én térhetett vissza és 12 percre volt szüksége ahhoz, hogy két gólt szerezzen a Vitória de Guimarães (Vitória SC) elleni 5–0-s hazai győzelem során. Második idényében összesen 13 alkalommal lépett pályára.

### Valladolid
2014. február 1-jén a téli átigazolási időszakban visszatért Spanyolországba, a Real Valladolid csapatához, akiknél két és fél éves kontraktust írt alá. Február 9-én mutatkozott be a gárda szerelésében a Elche ellen, a félidőben váltva Víctor Pérez-t. Egy átívelt labdánál izomsérülést szenvedett és le kellett jönnie.
2014. november 2-án szerezte meg első találatát a 81. percben, módosítva a Girona elleni eredményt, így megnyerve a meccset 2–1 arányban, így klubja a második vonal tabellájának élére állt. Összesen 35 fellépéssel 3 góllal zárt. Decemberben a Barcelona B csapata ellen 7–0-ra kaptak ki.
2015. augusztus 29-én felbontotta szerződését.

### Eupen
Ugyanazon a napon, mikor elhagyta a Valladolid-ot, aláírt a belga másodosztályú KAS Eupen egyesületéhez. Szeptember 13-án debütált Guy Dufour cseréjeként a K. Lierse SK-tól 1–4-re elveszített meccs 57. percében. Tizenhárom napra rá első gólját is megszerezte az R. White Star Bruxellest ellen, amelynek is köszönhetően 3–1-re nyertek.
2015. október 3-án kétszer is betalált a KSK elleni, 5–1-re sikeresen megvívott rangadón. A szezonban 17 mérkőzésen szerepelt, klubja pedig feljutott az élvonalba.

### Későbbi évek
2017. július 9-én két évre elkötelezte magát a svájci Grasshopper Club Zürich-hez. 2019 januárjában távozott és megállapodott a ciprusi AÉK Lárnakasz alakulatával. Egy évvel később a horvát élvonalbeli NK Slaven Belupo Koprivnicához igazolt.
2021 januárjában az Egyesült Arab Emírségek másodosztályú bajnokságának sereghajtójához, az al-Dhaidhoz szerződött, ahol nem lépett pályára. Fél évvel később ingyen ment át a thaiföldi második vonalban szereplő Lamphun Warriorshoz.

### A válogatottban
Jeffrent a venezuelai válogatott akkori trénere, Richard Paez 2007-ben meghívta abba a keretbe, mellyel a Copa Americában számolt. A focista azonban úgy döntött, hogy a spanyol U-19-es válogatottat képviseli továbbra is, 2006-ban ugyanis a csapattal már megnyerte az Európa Bajnokságot.

## Sikerei, díjai

### Klubcsapatokban
- FC Barcelona
  - Spanyol bajnok: 2008–09, 2009–10, 2010–11
  - Spanyol szuperkupa-győztes: 2009, 2010
  - UEFA-bajnokok ligája-győztes: 2010–11
  - FIFA-klubvilágbajnokság: 2011
- Sporting
  - Portugál kupa döntős: 2011–12[42]
- Lamphun Warriors
  - Thaiföldi másodosztály (Thai League 2): 2020–21[43]

### A válogatottban
- Spanyolország U19
  - U19-es Európa-bajnok: 2006
- Spanyolország U21
  - U21-es Európa-bajnok: 2011